# Mittweidaer FC 1899
Der Mittweidaer FC 1899 war ein im Fußballverein im Deutschen Reich mit Sitz in der heutzutage sächsischen Stadt Mittweida im Landkreis Mittelsachsen.

## Geschichte

### Gründung und erste Jahre in der Gauliga
Der Verein wurde im Jahr 1899 gegründet und zur Saison 1908/09 stieg die Mannschaft innerhalb der Mitteldeutschen Fußballmeisterschaft in den Gau III – Südwestsachsen auf. Diese Staffel konnte die Mannschaft in derselben Saison dann auch als Erster beenden, für die Endrunde um die Meisterschaft qualifizierte sich allerdings der Zweitplatzierte Chemnitzer BC. In den folgenden Saisons kam die Mannschaft dann nicht mehr über den zweiten Platz hinaus. In der Saison 1914/15 die kriegsbedingt nicht komplett zu Ende gespielt wurde, bekam der Verein am 29. November 1915 den Titel des Kriegsmeister seines Gaues verliehen. Eine Meisterschaftsendrunde wurde jedoch nicht ausgespielt.

### Größter Erfolg in der Meisterschaft
Am Ende der Saison 1915/16 kam die Mannschaft innerhalb der Staffel A des Gau Südwestsachsen dann auch regulär auf den ersten Platz und musste sich aber in einem Entscheidungsspiel am 20. Februar 1916 beim FC Hohenzollern Chemnitz antreten, das Spiel wurde zwar mit 4:1 verloren, trotzdem wurde das Spiel aus unbekanntem Grund für Mittweida gewertet, womit die Mannschaft somit wieder Gaumeister wurde. Diese Entscheidung fiel aber erst nachdem das Finale um die Gaumeisterschaft in Südwestsachsen schon am 27. Februar 1916 gelaufen war, dieses Spiel wurde vom SV Teutonia Chemnitz auch mit 5:2 gewonnen. Nachdem dann Mittweida als korrekter Meister festgestellt wurde, musste das Spiel somit am 28. März 1916 wiederholt werden. Dieses Mal verlor der SV Teutonia das Spiel aber knapp mit 1:0. In der darauffolgenden Meisterschaftsendrunde konnte sich die Mannschaft dann zuerst gegen den VfB Glauchau und dann noch beim Titelverteidiger der SpVgg Leipzig-Lindenau durchsetzen. Erst in der 2. Zwischenrunde war dann beim späteren Meister FC Eintracht Leipzig mit einer 7:0-Niederlage Schluss. In der Saison 1916/17 zog sich die Mannschaft dann bereits im November 1916 vom Verbandsspielbetrieb zurück.

### Rückkehr zu den Verbandsspielen
Spätestens ab der Saison 1920/21 nahm die Mannschaft dann wieder am Spielbetrieb teil, diesmal im Kreis Mittelsachsen. Am Ende dieser Saison platzierte sich die Mannschaft aber auch nur auf dem letzten Platz. Diesen Platz fuhr die Mannschaft dann auch in den folgenden Saisons ein. Nach dem in der Saison 1923/24 erneut nur der letzte Platz erreicht wurde, musste die Mannschaft in einem Relegationsspiel gegen den Sieger der 2. Klasse, den VfL Hohenstein, antreten. Das Spiel konnte die Mannschaft aber mit 11:0 gewinnen und somit im Oberhaus bleiben. Nach der nächsten Saison, die wieder einmal auf dem letzten Platz endete, musste die Mannschaft dann aber doch endgültig absteigen. Die letzte Spielzeit in der Gauliga war 1927/28. Bis 1933 spielte FC noch in der 1. Klasse Mittelsachsen. 